# New Xade
New Xade è un villaggio del Botswana situato nel distretto di Ghanzi, sottodistretto di Ghanzi. Il villaggio, secondo il censimento del 2011, conta 1.269 abitanti.

## Località
Nel territorio del villaggio sono presenti le seguenti 6 località:
- New Xade C/Post 3,
- NXade Cattle Post 2 di 5 abitanti,
- Xade Cattle Post di 11 abitanti,
- Xade Lands 1 di 50 abitanti,
- Xade Lands 2 di 31 abitanti,
- Xade Lands 3 di 98 abitanti